# (11439) 1974 XW
A (11439) 1974 XW a Naprendszer kisbolygóövében található aszteroida. A Bíbor-hegyi Obszervatóriumban fedezték fel 1974. december 14-én.

## Kapcsolódó szócikk
- Kisbolygók listája (11001–11500)